# Camponotus mussolinii
Camponotus mussolinii är en myrart som beskrevs av Horace Donisthorpe 1936. Camponotus mussolinii ingår i släktet hästmyror, och familjen myror. Inga underarter finns listade.